# Milan Baroš
Milan Baroš (Vigantice, 1981. október 28. –) cseh profi labdarúgó.
1998-ban mutatkozott be a cseh élvonalban a Baník Ostrava színeiben. Első válogatott mérkőzését 2001 márciusában játszotta Belgium ellen. Jelenleg a Baník Ostrava játékosa.

## Pályafutása
Baroš felnőttkarrierjét a Baník Ostrava csapatában kezdte. Itt három évet töltött, ezalatt 73 mérkőzésen játszott, 26 gólt szerezve.

### Liverpool
A Liverpoolhoz 2002 telén csatlakozott. A 2001-02-es szezonban csak egy meccsen, az FC Barcelona ellen lépett pályára. Bajnokságbeli debütálásakor rögtön duplázott a Bolton ellen. A szezont végül 12 góllal zárta.
A következő szezonban még jobb teljesítményt vártak tőle, azonban egy mérkőzésen eltörte a bokáját. Emiatt fél évet hagyott ki, és ebben az évben csak két gólt szerzett. Az Európa-bajnokság után, ahol gólkirály lett, addigi legjobb szezonját produkálta. Mivel Michael Owent és Emile Heskey-t eladták, Djbril Cissé pedig súlyosan megsérült, rá hárult szinte minden felelősség, ő pedig élni is tudott ezzel. Hiába volt a klub házi gólkirálya 13 góllal, a ligakupa-döntőn kihagyta őt a csapatból Rafa Benítez. Ennek ellenére a BL-menetelésnek kulcsfigurája volt.
2005 nyarán Baroš közel állt a távozáshoz, korábbi edzője, Gérard Houllier akkori csapata, a Lyon szerette volna megszerezni. Végül visszautasította az ajánlatot, mondván, szeretne a Liverpoolnál bizonyítani. Ezzel ellentétben Rafa Benítez egyre kevesebbet számított rá. Olaj volt a tűzre Peter Crouch leigazolása. Utolsó mérkőzéseit a 2005-06-os szezon elején játszotta, ezután távozott.

### Aston Villa
2005 nyarán az Aston Villa szerződtette 6,5 millió fontért, négy évre. Új csapatánál a tízes számú mezt kapta. Debütálása után mindössze tíz perccel rögtön betalált, ez győzelmet jelentett a Blackburn ellen. A bajnokságot végül nyolc góllal zárta, ezenkívül betalált az FA-kupában és a ligakupában is. Ennek ellenére a szurkolók sosem szerették meg őt igazán.
A következő szezonban, bár eleinte Juan Pablo Ángel mellett kezdő volt, megsérült, majd elvesztette helyét Luke Moore-ral és Gabriel Agbonlahorral szemben. A bajnokságban és a kupában csak egyszer-egyszer talált be, majd januárban a Lyonhoz távozott, helyére John Carew érkezett.
Aston Villás karrierjét 51 mérkőzésen 14 góllal zárta.

### Lyon
A Lyon hivatalosan 2007. január 22-én szerezte meg, John Carew-ért cserébe. A Lyonnál ismét együtt dolgozhatott korábbi edzőjével, Gérard Houllier-vel. Két nappal később bemutatkozhatott a bajnokságban, a Bordeaux ellen.
Április 18-án rasszista botrányba keveredett. A Rennes elleni bajnokin, miután többször szabálytalankodott vele Stéphane Mbia, egy alkalommal a közelében bűzt imitáló mozdulatokat tett karjával. Az eset után végül nem tiltották el őt.
Miután Houllier távozott, az új edző, Alain Perrin regnálása alatt sokkal kevesebbet játszott. November 1-jén gyorshajtás miatt elkapták a rendőrök. 271 km/órás sebessége, amelyet egy Ferrari F430 volánjánál ért el, rekord volt a régióban. Büntetésként a rendőrség lefoglalta autóját, ezenkívül súlyos bírságot kellett fizetnie.

### Portsmouth
2008. január 27-én fél évre kölcsönbe a Portsmouth FC-hez került. Első meccsét a Manchester United ellen játszotta. Bár 16 mérkőzésén (12 bajnoki, 4 kupameccs) nem szerzett gólt, a kupadöntőbe jutásban elévülhetetlen érdemei voltak. Az elődöntőben tizenegyest harcolt ki, amelyet Nwankwo Kanu magabiztosan értékesített. Mivel az elődöntőben csak ez az egy gól született, a „Pompey” bejutott a döntőbe. Utolsó Portsmouth-meccsét is itt játszotta, a 87. percben Kanu helyett állt be csereként.
A szezon végeztével a csapat úgy döntött, nem vásárolja meg őt végleg, így visszatért Lyonba.

### Galatasaray
2008 augusztusában az egyik legnagyobb török csapathoz, a Galatasarayhoz igazolt, így együtt játszhatott korábbi liverpooli csapattársával, Harry Kewell-lel. Első góljait, egyből kettőt, az UEFA-kupa első körében, az AC Bellinzona elleni odavágón szerezte. Három nappal később, mikor a bajnokságban játszotta első meccsét, ugyancsak két gólt szerzett, a Kocaelispor ellen. A meccs 4–1-es sikerrel zárult. December 21-én, az egyik legnagyobb török rangadón, a Beşiktaş ellen mesterhármast szerzett, ekkor ugrott a góllövőlista első helyére. A szezont végül húsz góllal zárta, így gólkirály lett.
A 2009-10-es szezonban első góljára, góljaira a harmadik fordulóig kellett várni. Szeptember 13-án újabb két alkalommal talált be.
A Fenerbahçe elleni szuperrangadón, egy Emre Belözoglutól elszenvedett súlyos belépő után két helyen eltört a lába. Az orvosok eredetileg két hónap kihagyást jósoltak neki, végül négy és fél hónap után, március 14-én tért vissza. A visszatérés jól sikerült, ugyanis gólt szerzett.

### Baník Ostrava
2017. június 21-én visszatért nevelőegyesületéhez.

#### A válogatottban

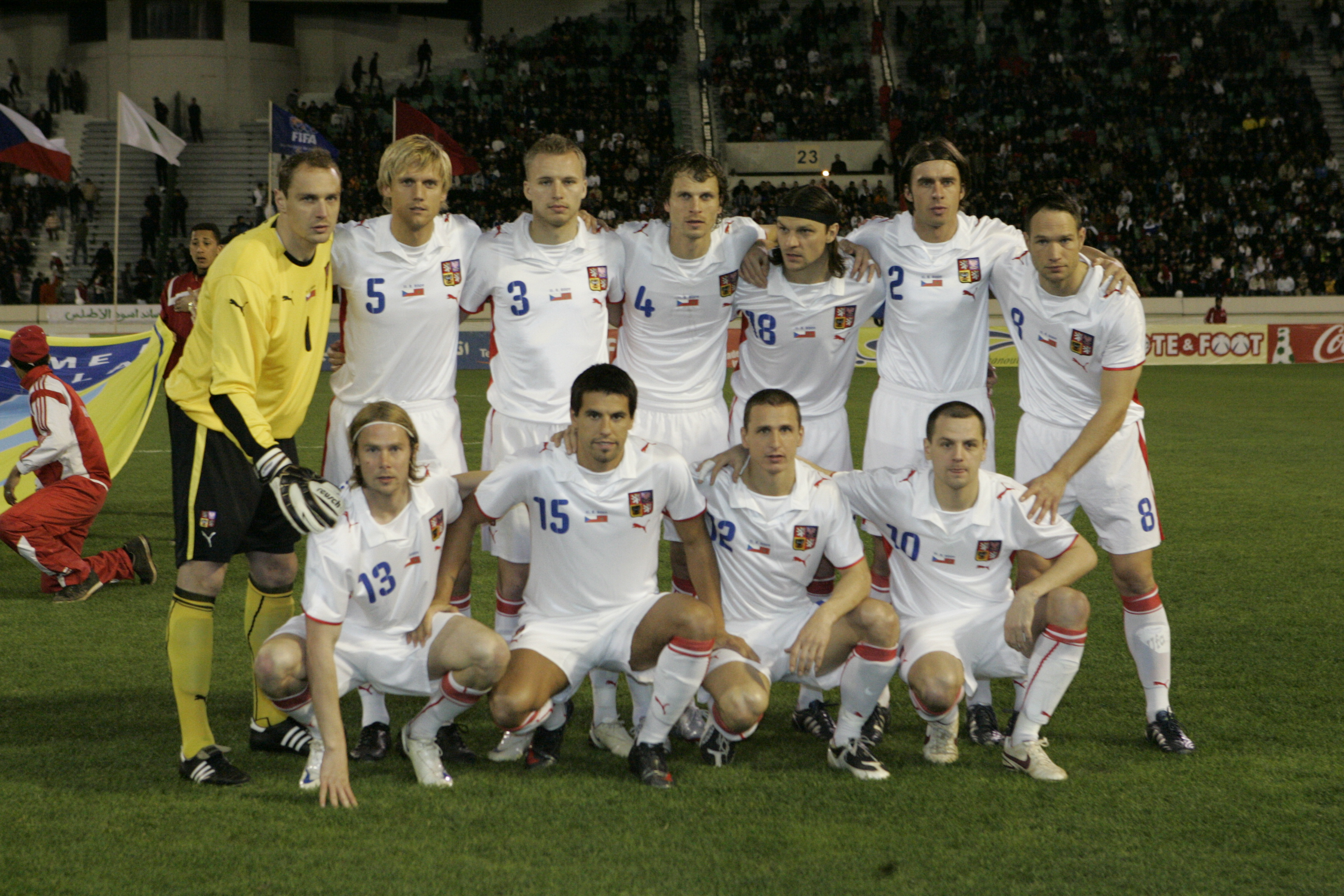
Baroš (15) a kezdőcsapatban, Marokkó ellen.

A 2004-es Európa-bajnokságon Baroš szerezte a csehek első gólját, amikor a válogatott hátrányból fordítani tudott Lettország ellen. A két további csoportmeccsen ugyancsak betalált. Rajta kívül csak a holland Ruud van Nistelrooy tudott mindhárom csoportmeccsen betalálni. Baroš a negyeddöntőben, Dánia ellen még kétszer eredményes volt, így a kontinensviadalon ő szerezte meg a gólkirályi címet, öt találattal.
A 2006-os vb első két csoportmeccsét sérülés miatt kihagyta. A harmadikon, Olaszország ellen játszott, de a 65. percben le lett cserélve.
2009. szeptember 9-én, a San Marino elleni vb-selejtezőn karriercsúcsot jelentő négy gólt szerzett.

## Magánélete
Nős, felesége Tereza Franková. Gyermekük, Patrick 2009. szeptember 1-jén született.

## Karrierje statisztikái

### Klub
2010. március 16. szerint.
| Klub               | Szezon             | Bajnokság | Bajnokság | Kupa | Kupa | Ligakupa | Ligakupa | Nemzetközi | Nemzetközi | Total | Total |
| Klub               | Szezon             | Mérk      | Gól       | Mérk | Gól  | Mérk     | Gól      | Mérk       | Gól        | Mérk  | Gól   |
| ------------------ | ------------------ | --------- | --------- | ---- | ---- | -------- | -------- | ---------- | ---------- | ----- | ----- |
| Baník Ostrava      | 1998–99            | 6         | 0         | -    | -    | –        | –        | –          | –          | 6     | 0     |
| Baník Ostrava      | 1999–00            | 29        | 6         | -    | -    | –        | –        | –          | –          | 29    | 6     |
| Baník Ostrava      | 2000–01            | 26        | 6         | -    | -    | –        | –        | –          | –          | 26    | 6     |
| Baník Ostrava      | 2001–02            | 15        | 11        | -    | -    | –        | –        | –          | –          | 15    | 11    |
| Baník Ostrava      | Összesen           | 76        | 23        | 0    | 0    | 0        | 0        | 0          | 0          | 76    | 23    |
| Liverpool          | 2001–02            | 0         | 0         | 0    | 0    | 0        | 0        | 1          | 0          | 1     | 0     |
| Liverpool          | 2002–03            | 27        | 9         | 1    | 0    | 4        | 2        | 8          | 1          | 40    | 12    |
| Liverpool          | 2003–04            | 13        | 1         | 1    | 0    | 0        | 0        | 4          | 1          | 18    | 2     |
| Liverpool          | 2004–05            | 26        | 9         | 1    | 0    | 4        | 2        | 14         | 2          | 45    | 13    |
| Liverpool          | 2005–06            | 2         | 0         | 0    | 0    | 0        | 0        | 0          | 0          | 2     | 0     |
| Liverpool          | Összesen           | 68        | 19        | 3    | 0    | 8        | 4        | 27         | 4          | 106   | 27    |
| Aston Villa        | 2005–06            | 25        | 8         | 3    | 3    | 2        | 1        | –          | –          | 30    | 12    |
| Aston Villa        | 2006–07            | 17        | 1         | 1    | 1    | 3        | 0        | –          | –          | 21    | 2     |
| Aston Villa        | Összesen           | 42        | 9         | 4    | 4    | 5        | 1        | 0          | 0          | 51    | 14    |
| Lyon               | 2006–07            | 12        | 4         | 0    | 0    | 0        | 0        | 1          | 0          | 13    | 4     |
| Lyon               | 2007–08            | 12        | 3         | 0    | 0    | 0        | 0        | 3          | 0          | 15    | 3     |
| Lyon               | Összesen           | 24        | 7         | 0    | 0    | 0        | 0        | 4          | 0          | 28    | 7     |
| Portsmouth         | 2007–08            | 12        | 0         | 4    | 0    | 0        | 0        | –          | –          | 16    | 0     |
| Portsmouth         | Összesen           | 12        | 0         | 4    | 0    | 0        | 0        | 0          | 0          | 16    | 0     |
| Galatasaray        | 2008–09            | 31        | 20        | 3    | 1    | –        | –        | 9          | 5          | 43    | 26    |
| Galatasaray        | 2009–10            | 11        | 6         | 0    | 0    | 0        | 0        | 6          | 5          | 18    | 11    |
| Galatasaray        | Összesen           | 42        | 26        | 3    | 1    | 0        | 0        | 15         | 10         | 61    | 37    |
| Karrierje összesen | Karrierje összesen | 262       | 82        | 14   | 5    | 13       | 5        | 45         | 13         | 335   | 106   |

### Válogatott góljai
2009. szeptember 9. szerint.
| #   | Időpont              | Helyszín                     | Ellenfél         | Eredmény | Végeredmény | Kiírás           |
| --- | -------------------- | ---------------------------- | ---------------- | -------- | ----------- | ---------------- |
| 1.  | 2001. április 25.    | Prága, Csehország            | Belgium          | 1–1      | Döntetlen   | Barátságos       |
| 2.  | 2001. június 6.      | Teplice, Csehország          | Észak-Írország   | 3–1      | Győzelem    | Vb-selejtező     |
| 3.  | 2001. szeptember 5.  | Teplice, Csehország          | Málta            | 3–2      | Győzelem    | Vb-selejtező     |
| 4.  | 2001. október 6.     | Prága, Csehország            | Bulgária         | 6–0      | Győzelem    | Vb-selejtező     |
| 5.  | 2002. szeptember 6.  | Prága, Csehország            | Jugoszlávia      | 5–0      | Győzelem    | Barátságos       |
| 6.  | 2002. szeptember 6.  | Prága, Csehország            | Jugoszlávia      | 5–0      | Győzelem    | Barátságos       |
| 7.  | 2002. október 16.    | Teplice, Csehország          | Fehéroroszország | 2–0      | Győzelem    | Eb-selejtező     |
| 8.  | 2002. november 20.   | Teplice, Csehország          | Svédország       | 3–3      | Döntetlen   | Barátságos       |
| 9.  | 2003. február 12.    | Saint-Denis, Franciaország   | Franciaország    | 2–0      | Győzelem    | Barátságos       |
| 10. | 2003. április 30.    | Teplice, Csehország          | Törökország      | 4–0      | Győzelem    | Barátságos       |
| 11. | 2003. szeptember 6.  | Minszk, Fehéroroszország     | Fehéroroszország | 3–1      | Győzelem    | Eb-selejtező     |
| 12. | 2003. szeptember 10. | Prága, Csehország            | Hollandia        | 3–1      | Győzelem    | Eb-selejtező     |
| 13. | 2004. március 31.    | Dublin, Írország             | Észak-Írország   | 2–1      | Vereség     | Barátságos       |
| 14. | 2004. június 2.      | Prága, Csehország            | Bulgária         | 3–1      | Győzelem    | Barátságos       |
| 15. | 2004. június 6.      | Teplice, Csehország          | Észtország       | 2–0      | Győzelem    | Barátságos       |
| 16. | 2004. június 6.      | Teplice, Csehország          | Észtország       | 2–0      | Győzelem    | Barátságos       |
| 17. | 2004. június 15.     | Aveiro, Portugália           | Lettország       | 2–1      | Győzelem    | Európa-bajnokság |
| 18. | 2004. június 19.     | Aveiro, Portugália           | Hollandia        | 3–2      | Győzelem    | Európa-bajnokság |
| 19. | 2004. június 23.     | Lisszabon, Portugália        | Németország      | 2–1      | Győzelem    | Európa-bajnokság |
| 20. | 2004. június 27.     | Porto, Portugália            | Dánia            | 3–0      | Győzelem    | Európa-bajnokság |
| 21. | 2004. június 27.     | Porto, Portugália            | Dánia            | 3–0      | Győzelem    | Európa-bajnokság |
| 22. | 2004. február 12.    | Teplice, Csehország          | Finnország       | 4–3      | Győzelem    | Vb-selejtező     |
| 23. | 2005. március 30.    | Andorra la Vella, Andorra    | Andorra          | 4–0      | Győzelem    | Vb-selejtező     |
| 24. | 2005. június 4.      | Liberec, Csehország          | Andorra          | 8–1      | Győzelem    | Vb-selejtező     |
| 25. | 2005. június 8.      | Teplice, Csehország          | Észak-Macedónia  | 6–1      | Győzelem    | Vb-selejtező     |
| 26. | 2005. szeptember 7.  | Olmütz, Csehország           | Örményország     | 4–1      | Győzelem    | Vb-selejtező     |
| 27. | 2006. május 26.      | Innsbruck, Ausztria          | Szaúd-Arábia     | 2–0      | Győzelem    | Barátságos       |
| 28. | 2006. október 7.     | Liberec, Csehország          | San Marino       | 7–0      | Győzelem    | Eb-selejtező     |
| 29. | 2006. október 7.     | Liberec, Csehország          | San Marino       | 7–0      | Győzelem    | Eb-selejtező     |
| 30. | 2006. november 15.   | Prága, Csehország            | Dánia            | 1–1      | Döntetlen   | Barátságos       |
| 31. | 2007. március 24.    | Prága, Csehország            | Németország      | 2–1      | Vereség     | Eb-selejtező     |
| 32. | 2008. augusztus 20.  | London, Anglia               | Anglia           | 2–2      | Döntetlen   | Barátságos       |
| 33. | 2009. augusztus 12.  | Teplice, Csehország          | Belgium          | 3–1      | Győzelem    | Barátságos       |
| 34. | 2009. szeptember 5.  | Pozsony, Szlovákia           | Szlovákia        | 2–2      | Döntetlen   | Vb-selejtező     |
| 35. | 2009. szeptember 9.  | Uherské Hradiště, Csehország | San Marino       | 7–0      | Győzelem    | Vb-selejtező     |
| 36. | 2009. szeptember 9.  | Uherské Hradiště, Csehország | San Marino       | 7–0      | Győzelem    | Vb-selejtező     |
| 37. | 2009. szeptember 9.  | Uherské Hradiště, Csehország | San Marino       | 7–0      | Győzelem    | Vb-selejtező     |
| 38. | 2009. szeptember 9.  | Uherské Hradiště, Csehország | San Marino       | 7–0      | Győzelem    | Vb-selejtező     |